# مفاوضات إيكس ليبان
مفاوضات إيكس ليبان هي مباحثات جرت بمدينة إيكس ليبان، بمنطقة رون - ألب الفرنسية، بين ممثلي الحركة الوطنية المغربية والسلطات الفرنسية خلال الفترة الممتدة ما بين 20 و30 أغسطس 1955م، إِبّان نهاية الحماية الفرنسية على المغرب. دامت هذه المفاوضات خمسة أيام وتزعم الوفد الفرنسي المفوض كل من رئيس الحكومة إدغار فور والسيد بيناي، وزير الشؤون الخارجية والجنرال كوينغ وزير الدفاع وروبيرت شومان وبيير جولي. بينما كان الوفد المغربي يتشكل من 37 شخصية كان من بينهم مبارك البكاي والفاطمي بن سليمان ومحمد المقري إضافة إلى ممثلي الأحزاب: عبد الرحيم بوعبيد ومحمد اليازيدي وعمر بنعبد الجليل والمهدي بن بركة من جانب حزب الاستقلال، وعبد القادر بن جلون وأحمد بن سودة وعبد الهادي بوطالب ومحمد الشرقاوي من طرف حزب الشورى والاستقلال، بالإضافة إلى بعض الفقهاء والقياد.

## تاريخ

### خلفية
بعد أن أصبح التواجد المباشر لفرنسا في مستعمراتها أمرا مكلفا، خصوصا بعد هزيمة الجيش الفرنسي في معركة ديان بيان فو في 7 مايو 1954، وإعلان الكفاح المسلح بقيادة جبهة التحرير الوطني الجزائرية ابتداء من 1954، وتزايد الغضب الشعبي بالمغرب الذي بدا جليا في عدة مناسبات أبرزها 20 أغسطس 1955، سارعت فرنسا على فتح مفاوضات بخصوص استقلال المغرب. واعتمدت باريس خطة تقضي بفتح مفاوضات في كل من تونس والمغرب مع حلفاء محليين لبناء نظام سياسي يحفظ مصالحها ونفوذها هناك، لتركيز قوتها العسكرية بالجزائر. فاقترح رئيس الحكومة الاشتراكي «بيير مونديس فرانس» الاستقلال الذاتي على تونس وقبلت. ولإجهاض تنامي خلايا المقاومة لجيش التحرير المغربي جهز الاستعمار الفرنسي مفاوضات «اكس ليبان» مع المغاربة.

### الاتفاقيات
لم يكن جيش التحرير والمقاومة المسلحة راضيين عن مفاوضات إيكس ليبان التي اعتبروها غير متكافئة بسبب الحضور القوي للجانب الفرنسي في المفاوضات من خلال المغاربة المتعاونيين مع سلطات الحماية، واعتبارها مفاوضات في صالح فرنسا وعلى مقاسها. وفي اليوم الذي تمت فيه المفاوضات وصفها الدكتور المهدي المنجرة ب«الخيانة»، وصرّح بذلك في مكان غير بعيد عن جامعة السوربون.
حسب عبد الهادي بوطالب، تم الاتفاق في هذه المفاوضات على سحب محمد بن عرفة بسلام إلى حيث يشاء وإنشاء مجلس حفظة العرش وتعيين السلطان محمد بن يوسف لحكومة مفاوضة بعد انتقاله من مدغشقر إلى فرنسا. وقد تميزت فترة معدودة في أيام معدودة بعد لقاء إكس ليبان باختلاف في الرؤى حول من يكون في وصاية العرش بين الوطنيين من جهة والفرنسيين من جهة ثانية. وأخيرا تم التوصل إلى اتفاق أفضى إلى تعيين الصدر الأعظم المقري، والباشا الصبيحي والقبطان الطاهر أوعسو والباشا البكاي. هؤلاء الأشخاص عُينوا رسميا في 15 أكتوبر 1955 وفي 24 من نفس الشهر والسنة. وغير التهامي الكلاوي موقفه وأعلن اعتراضه القوي على تعيين مجلس الوصاية على العرش وأيد رجوع محمد الخامس إلى عرشه. وفي 3 نونبر 1955 قدم مجلس الوصاية استقالته إلى الإقامة العامة، وفي 16 نونبر 1955 كان هبوط طائرة محمد بن يوسف بمطار الرباط سلا.

### بعد المفاوضات
في 7 يناير 1956 نشرت صحيفة «كفاح المغرب العربي»، الصادرة باسم أنصار جيش التحرير في المغرب العربي من دمشق، رسالة للزعيم محمد بن عبد الكريم الخطابي تحت عنوان: «بطل الريف يحذر المتخاذلين ويدعو الشعب لمتابعة النضال»: